# تعامل شهود يهوه مع الاعتداء الجنسي على الأطفال
أثار العديد من الأفراد والمحاكم ووسائل الإعلام في جميع أنحاء العالم مخاوف بشأن الطريقة التي يتم بها التعامل مع حالات الاعتداء الجنسي على الأطفال عندما تحدث في جماعات شهود يهوه. انتقدت دراسة مستقلة أجريت عام 2009 في النرويج كيفية تعامل شهود يهوه مع حالات الاعتداء الجنسي على الأطفال، لكنها ذكرت أنه لا يوجد ما يشير إلى أن معدل الاعتداء الجنسي بين شهود يهوه أعلى مما هو موجود في المجتمع بشكل عام. الموقف المعلن للمنظمة هو أنها تكره الاعتداء الجنسي على الأطفال.
في عام 2015، تم الكشف عن أن فرع أستراليا لشهود يهوه لديه سجلات بـ1،006 من مرتكبي الاعتداء الجنسي على الأطفال المزعومين، فيما يتعلق بأكثر من 1800 ضحية منذ عام 1950، ولم يتم الإبلاغ عن أي منهم للشرطة من قبل المجموعة. ذكرت بعض وسائل الإعلام والمحاكم أن شهود يهوه يستخدمون سياسات تنظيمية، تقول المجموعة إنها تستند إلى الكتاب المقدس، مما يجعل الإبلاغ عن الاعتداء الجنسي صعبًا على الأعضاء. قال بعض ضحايا الاعتداء الجنسي إن شيوخًا محليين أمروهم بالتزام الصمت لتجنب الإحراج لكل من المتهم والمنظمة.
في عام 2002، نشر مكتب المعلومات العامة لشهود يهوه سياسته التي تقضي بقيام الشيوخ بالإبلاغ عن ادعاءات إساءة معاملة الأطفال إلى السلطات حيثما يقتضي القانون ذلك، حتى لو كان هناك شاهد واحد فقط. في عام 2016، أيد قاضٍ في المملكة المتحدة حكمًا ضد شهود يهوه لفشلهم في حماية ضحية اعتداء جنسي على طفل، ورفضت المحكمة العليا محاولة من قبل جمعية برج المراقبة لمنع تحقيق لجنة الأعمال الخيرية في كيفية تعامل الجمعية الخيرية التابعة للمنظمة مع ادعاءات الإساءة. كان هذا تتويجًا لعامين من الإجراءات القانونية في خمس محاكم وهيئات قضائية مختلفة. قال محامي اللجنة، «لقد طعنت جمعية برج المراقبة للكتاب المقدس والمنشورات في بنسلفانيا في كل مرحلة بلا هوادة في الأساس القانوني ونطاق تحقيق لجنة الأعمال الخيرية».
في عام 2019، طُلب من كبار السن في نيوزيلندا تدمير الوثائق، مما تسبب في خوف الناجين من الاعتداء الجنسي على الأطفال من التستر على القضايا. وأكدت المنظمة أن الوثائق ذات الصلة بقضايا الاعتداء لن يتم تدميرها.
انتقدت لجنة التحقيق المستقلة البريطانية في الاعتداء الجنسي على الأطفال سياسة شهود يهوه التي تقضي بضرورة وجود شاهدين على حالات الاعتداء قبل أن ينظر الشيوخ في الادعاء. وأكدت لجنة التحقيق المستقلة البريطانية في الاعتداء الجنسي على الأطفال أن السياسة تتجاهل حقيقة مفادها أن «الاعتداء الجنسي على الأطفال يُرتكب غالبًا في غياب الشهود».

## السياسات

### «قاعدة الشاهدين»
تتطلب السياسات القضائية الجماعية لشهود يهوه شهادة شاهدين ماديين لإثبات خطيئة الجاني الخطيرة في غياب الاعتراف. تعتبر المنظمة هذه السياسة بمثابة حماية ضد الاتهامات الخبيثة بالاعتداء الجنسي وتصرح بأن سياسة الشاهدين هذه تنطبق فقط على الانضباط الجماعي وليس لها تأثير على ما إذا كانت الجريمة يتم الإبلاغ عنها للسلطات في البلدان التي يكون فيها هذا إلزاميًا. قد يتم قبول أدلة الحمض النووي أو التقارير الطبية أو المعلومات من خبراء الطب الشرعي أو الشرطة التي تثبت الاعتداء الجنسي كـ«شاهد ثانٍ» صالح, ومع ذلك يزعم المنتقدون أنه بدون الإبلاغ الإلزامي عن جميع اتهامات الاعتداء بغض النظر عن القوانين المحلية، يمكن أن تظل مثل هذه الأدلة غير مكتشفة. كما تعرض هذا النهج لانتقادات بسبب تركيزه على تحديد الذنب متجاهلاً خطورة الاعتداء الأولي والسماح للمتحرش بالأطفال بالإفلات من العقاب حتى يتم القبض عليه وهو يعتدي على ضحايا متعددين.

### استجواب الضحية
شهد ممثل جمعية برج المراقبة أن المنظمة لا تعتبر نفسها مسؤولة عن «الحماية الجسدية» للأطفال في المجتمع. يُطلب من ضحايا الاعتداء تقديم تفاصيل الاعتداء الذي تعرضوا له إلى مجموعة من كبار السن الذكور، مما قد يسبب صدمة إضافية؛ يُطلب من كبار السن ألا يُطلب من الضحية مواجهة المعتدي لتقديم اتهام، ومع ذلك، يجوز للضحايا البالغين القيام بذلك إذا رغبوا في ذلك.

### التوبيخ والقيود
يخضع المتحرشون السابقون بالأطفال، بمن فيهم أولئك الذين تحرشوا بالأطفال قبل أن يصبحوا شهود يهوه، وأولئك الذين أعيدوا إلى الجماعة، وأولئك الذين اعتُبروا تائبين، لعدد من القيود. وفي تعليقه على تأثير هذه القيود، صرح الممثل القانوني لشهود يهوه، ماريو مورينو، أن هذه القيود تنبه الأعضاء إلى أن الفرد «يفتقر إلى النضج الروحي». إن الشخص المسيء الذي يحكم عليه بالتوبة من قبل لجنة من الشيوخ، يتلقى «توبيخًا عامًا»، حيث يتم الإعلان للجماعة أن الشخص المذكور «قد تم توبيخه»، على الرغم من عدم ذكر السبب المحدد للتوبيخ. بعد بضعة أسابيع، قد يتم تقديم محاضرة للجماعة، لمناقشة نوع الخطيئة والحاجة إلى الحذر منها، ولكن لا يتم ذكر اسم الشخص الذي تم توبيخه فيما يتعلق بهذه المحاضرة. إن القصد من الحديث عن نوع الخطيئة، والإعلان السابق عن التوبيخ، هو أن يسمح لأعضاء الجماعة الآخرين بتفسير نوع الخطيئة التي ارتكبت.
لا يزال يُسمح لمرتكبي الجرائم الجنسية بالمشاركة في الوعظ من منزل إلى منزل في الجماعة. ووفقًا للمتحدث باسم جمعية برج المراقبة، جيه آر براون، لا يُسمح لمثل هؤلاء بالوعظ إلا عندما يكونون برفقة شخص بالغ مسؤول. في عام 2016، تم تصوير مجرم جنسي مدان بالأطفال وهو يتنقل من باب إلى باب لصالح الطائفة. أدت المشاركة المستمرة في أنشطة المجموعة إلى بقاء المتحرشين الجنسيين في وضع جيد في الجماعة. يتم توجيه الشيوخ أنه إذا انتقل مسيء للأطفال من جماعتهم إلى أخرى، فيجب عليهم إرسال خطاب إلى هيئة الشيوخ في الجماعة الجديدة يوضح خلفية الجاني، على الرغم من أن هذه الرسائل تفشل أحيانًا في ذكر اعترافات الإساءة هذه.

## مقارنة مع الديانات الأخرى
علقت صحيفة نيويورك تايمز:
إن شكل الفضيحة [في شهود يهوه] يختلف كثيراً عن شكلها في الكنيسة الكاثوليكية، حيث أغلب المتهمين بالإساءة هم من الكهنة وأغلب الضحايا من الصبية والشباب. أما في شهود يهوه، حيث تتألف الجماعات في كثير من الأحيان من مجموعات من الأسر الممتدة ويتم اختيار شيوخ الكنيسة من بين عامة الناس، فإن بعض المتهمين هم من الشيوخ، ولكن أغلبهم من أعضاء الجماعة. والضحايا الذين تقدموا إلى المحاكمة هم في الغالب من الفتيات والشابات، والعديد من الاتهامات تتضمن سفاح القربى.
في عام 2008، تعهدت جمعية برج المراقبة البريطانية، في المناقشات مع لجنة الجمعيات الخيرية في المملكة المتحدة، بإعداد سياسة لحماية الطفل وتحديث إجراءاتها لجعلها متماشية مع الهيئات الدينية والعلمانية الأخرى.

### اتهامات التستر
في بعض الحالات، تم منع أعضاء شهود يهوه أو ردعهم عن الإبلاغ عن التحرش الجنسي بالأطفال إلى السلطات المدنية. وخاصة منذ عام 2000 تقريبًا، اتُهمت منظمة شهود يهوه بالتستر على حالات التحرش الجنسي بالأطفال التي ارتكبها أعضاؤها. في مارس 2001، نشرت مجلة كريستيانتي تودي مقالاً أفاد بمزاعم مفادها أن سياسات شهود يهوه جعلت الإبلاغ عن الاعتداء الجنسي أمرًا صعبًا على الأعضاء، ولم تتوافق مع المعالجة النموذجية لمثل هذه الحالات. كما تضمن المقال ردًا من ممثلي شهود يهوه. سمعت اللجنة الملكية الأسترالية أن أحد الشيوخ ثبط عزيمة ضحية إساءة عن الذهاب إلى اللجنة بقوله: «هل تريد حقًا أن تجر اسم يهوه عبر الوحل؟» في أيرلندا في عام 2016، تمت إزالة اثنين من شيوخ شهود يهوه من مناصبهم كعقاب للإبلاغ عن متحرش بالأطفال للشرطة بعد أن أخبرتهم الإدارة القانونية لفرع لندن بعدم القيام بذلك.
في يوليو 2002، ذكرت بي بي سي مزاعم حول التستر في حلقة من برنامج بانوراما بعنوان «عانوا الأطفال الصغار». وكشف التقرير أن مقر شهود يهوه، جمعية برج المراقبة، يتطلب من جميع الجماعات تقديم تفاصيل مزاعم إساءة معاملة الأطفال ويحتفظ بقاعدة بيانات داخلية لجميع حالات إساءة معاملة الأطفال المبلغ عنها لهم. ووصف التقرير حالة واحدة حيث تقدمت طفلة إلى شيوخ جماعتها للإبلاغ عن إساءة جنسية من قبل والدها ولكنها أُرسلت إلى المنزل، على الرغم من معرفتهم منذ ثلاث سنوات أن والدها كان مسيئًا. وعندما ذهبت الفتاة في النهاية إلى الشرطة، أدين والدها وحُكم عليه بالسجن لمدة خمس سنوات.
وبحسب المتحدث باسم شهود يهوه جيه آر براون، فإن شهود يهوه غير ملزمين بالإبلاغ عن الجرائم إلى كبار السن قبل الاتصال بالسلطات المدنية. وقال إن الضحايا وأسرهم أحرار في الاتصال بالشرطة، على الرغم من أن البعض لا يختارون ذلك. تتبنى جمعية برج المراقبة سياسة لا تتضمن أي شرط صريح يلزم الشيوخ بالإبلاغ عن جميع حالات إساءة معاملة الأطفال حيث لا يفرض القانون ذلك. يُطلب من الشيوخ «ترك الأمور في يدي يهوه» إذا أنكر المسيء الاتهامات ولم يتوفر شاهد ثانٍ متاح.

### تحقيقات 2014 في المملكة المتحدة
في عام 2013، في كنيسة شهود يهوه في موستون، مانشستر، إنجلترا، سُمح لجوناثان روز، شيخ الكنيسة والمدان بارتكاب جرائم جنسية ضد الأطفال، بعد أن أكمل عقوبة بالسجن لمدة تسعة أشهر بتهمة ارتكاب جرائم جنسية ضد الأطفال، بالحضور في سلسلة من الاجتماعات العامة لاستجواب الأطفال الذين اعتدى عليهم جنسيًا. تم طرد روز بعد تقديم شكاوى إلى الشرطة ومفوضية الجمعيات الخيرية في إنجلترا وويلز.
في حادثة منفصلة، قبل محاكمة وإدانة مارك سويل، أحد شيوخ الجماعة في باري، ويلز، بتهمة الاغتصاب والاعتداء الجنسي في يونيو 2014، أجرت الكنيسة تحقيقًا داخليًا في الادعاءات، حيث كان على النساء والأطفال مواجهة المعتدي المزعوم في جلسات استماع اللجنة القضائية. زعمت ضحية طفلة، أدين سويل لاحقًا بتهمة الاغتصاب، أن شيوخ الكنيسة استجوبوها عن كثب عندما تقدمت بعد سنوات من الهجوم وطُلب منها وصف الحادث لهم بتفاصيل دقيقة، بحضور سويل، لكن اللجنة رفضت ادعاءاتها ولم يتم نقلها إلى الشرطة لمزيد من التحقيق. في يونيو، سُجن سويل لمدة أربعة عشر عامًا بتهمة اغتصاب وإساءة معاملة أبناء الرعية، بما في ذلك الأطفال. رفض جميع شيوخ سويل، باستثناء واحد، الذين حققوا في ادعاءات ضده الإدلاء بشهادتهم في محاكمته أمام محكمة التاج. كما لم يقدموا أي مساعدة للشرطة والمدعين العامين في تحقيقاتهم، على الرغم من طرد سيويل قبل 20 عامًا، وتدمير الأدلة التي تثبت المطالبات ضد سيويل التي يعود تاريخها إلى أكثر من 20 عامًا. في يونيو 2014، حُكم على سيويل بالسجن لمدة أربعة عشر عامًا بتهمة ارتكاب ثماني جرائم جنسية؛ وفي ديسمبر 2014، استأنف دون جدوى لتخفيف عقوبته.
في يونيو ويوليو 2014، أعلنت لجنة الجمعيات الخيرية في إنجلترا وويلز أنها تحقق رسميًا في كل من جماعتي موستون وباري بشأن سياسات حماية الطفل، والتي سيتم إجراؤها بشكل مستقل عن تحقيقين قانونيين تم فتحهما في الشهر السابق في جمعيات شهود يهوه الخيرية فيما يتعلق بقضايا تشمل حماية الطفل. وأشارت لجنة الجمعيات الخيرية إلى أنها كانت لديها «مخاوف جدية» بشأن جماعة شهود يهوه في مانشستر نيو موستون، بعد أن فتحت مؤخرًا قضية بشأنها في ديسمبر 2013. سعت جمعية برج المراقبة لاحقًا إلى مراجعة قضائية لاستفسار لجنة الجمعيات الخيرية؛ تم رفض هذا في 12 ديسمبر 2014، على أساس أن قانون الجمعيات الخيرية لعام 2011 يتطلب استنفاد جميع السبل القانونية الأخرى قبل التقدم بطلب المراجعة القضائية. تم رفض الطعون اللاحقة ضد التحقيق الذي أجرته كنيسة نيو موستون وجمعية برج المراقبة للكتاب المقدس والمنشورات البريطانية أمام محكمة لجنة الأعمال الخيرية في أبريل 2015.
في قضيتين منفصلتين في إنجلترا في ديسمبر 2014، أُدين شاهد ليهوه في بورنموث وشيوخ من شهود يهوه من بليموث وحُكم عليهما بتهمة الاعتداء الجنسي على الأطفال.

### اللجنة الملكية الأسترالية 2015

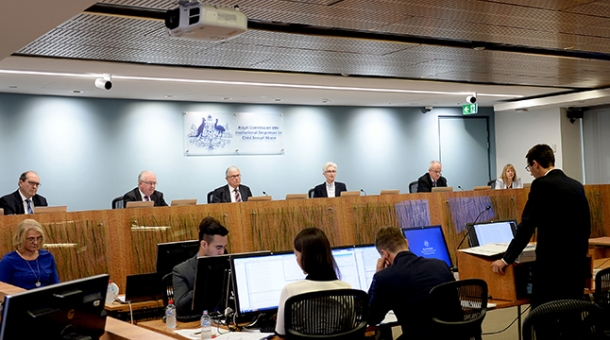
دراسة حالة شهود يهوه في اللجنة الملكية الأسترالية للتحقيق في الاستجابات المؤسسية للاعتداء الجنسي على الأطفال

فحصت اللجنة الملكية المعنية بالاستجابات المؤسسية للاعتداء الجنسي على الأطفال في أستراليا طريقة التعامل مع حالات الاعتداء الجنسي على الأطفال من قِبَل شهود يهوه. وقد أنشأت الحكومة الفيدرالية اللجنة في عام 2013 للتحقيق في كيفية استجابة المؤسسات مثل المدارس والكنائس والأندية الرياضية والمنظمات الحكومية للادعاءات وحالات الاعتداء الجنسي على الأطفال. وقد أظهرت «دراسات الحالة التي أجروها أن من الممارسات الشائعة للمؤسسات الدينية تبني استجابات «داخلية» عند التعامل مع ادعاءات الاعتداء الجنسي على الأطفال». وفي يوليو وأغسطس 2015، عقدت اللجنة سلسلة من جلسات الاستماع العامة لتقديم روايات ضحيتين للاعتداء الجنسي على الإناث واستجواب سبعة شيوخ ومشرف دائرة مرتبطين بالجماعات التي وقعت فيها الاعتداءات. كما استجوبت اللجنة اثنين من كبار أعضاء فرع جمعية برج المراقبة الأسترالية بالإضافة إلى جيفري جاكسون، وهو عضو في الهيئة الحاكمة التي تتخذ من نيويورك مقراً لها.
وقد قيل في الجلسة إنه استجابة لاستدعاء أصدرته اللجنة، قدمت جمعية برج المراقبة 5،000 وثيقة تتعلق بـ1،006 ملفات قضايا تتعلق بادعاءات الاعتداء الجنسي على الأطفال التي تم الإبلاغ عنها إلى شيوخ شهود يهوه في أستراليا منذ عام 1950—كل ملف يتعلق بمتهم مختلف بارتكاب اعتداء جنسي على الأطفال، بما في ذلك 579 حالة اعترف فيها الجاني. وقد أظهرت «دراسة الحالة المتعلقة بشهود يهوه أن المنظمة تعاملت مع ادعاءات الاعتداء الجنسي على الأطفال وفقًا لسياسات وإجراءات تأديبية داخلية تستند إلى الكتاب المقدس». وأظهرت الوثائق أن الكنيسة «لم تبلغ السلطات العلمانية عن أي من الجناة المزعومين». وقيل للجنة: «يشير هذا إلى أن من ممارسات كنيسة شهود يهوه الاحتفاظ بالمعلومات المتعلقة بجرائم الاعتداء الجنسي على الأطفال ولكن عدم الإبلاغ عن مزاعم الاعتداء الجنسي على الأطفال إلى الشرطة أو السلطات الأخرى ذات الصلة». أحال ضباط اللجنة الملكية «المعلومات المتعلقة بـ514 من الجناة المزعومين إلى الشرطة»، مضيفين أنه «من بين 492 من الجناة المزعومين المتبقين الذين تم تحديدهم في ملفات القضية، قرر ضباط اللجنة الملكية أنه إما لم يكن هناك أدلة كافية في ملفات القضية لتبرير إحالة الأمور إلى الشرطة أو أن الأمور وصلت بالفعل إلى انتباه الشرطة».
قال أحد شيوخ فرع أستراليا إنه عندما لا يكون القانون ملزمًا بالإبلاغ عن ادعاءات الإساءة إلى السلطات، فإن الكنيسة تترك قرار الإبلاغ إلى السلطات للضحية وأسرته. وجدت اللجنة أن القسم القانوني لجمعية برج المراقبة كان يقدم بشكل روتيني معلومات غير صحيحة للشيوخ بناءً على فهم غير صحيح لما يشكل التزامًا قانونيًا بالإبلاغ عن الجرائم في أستراليا. في مارس 2017، أفادت اللجنة الملكية أنه منذ تحقيقها الأولي في عام 2015، أبلغت جمعية برج المراقبة عن 15 من أصل 17 ادعاءً تلقتها من الأعضاء إلى السلطات، مما يشير إلى أن الاثنين المتبقيين لم يتم الإبلاغ عنهما بناءً على طلب الناجين البالغين من الإساءة التاريخية.
توصلت اللجنة الملكية الأسترالية إلى أننا «لا نعتبر منظمة شهود يهوه منظمة تستجيب بشكل مناسب لإساءة معاملة الأطفال جنسياً... إن احتفاظ المنظمة وتطبيقها المستمر لسياسات مثل قاعدة الشاهدين في حالات إساءة معاملة الأطفال جنسياً يُظهر افتقارًا خطيرًا إلى فهم طبيعة إساءة معاملة الأطفال جنسياً». وفي تقريرها النهائي، أضافت اللجنة الملكية، «طالما استمرت منظمة شهود يهوه في... [الاعتماد على تفسير حرفي للكتاب المقدس ومبادئ القرن الأول لتحديد الممارسات والسياسات والإجراءات]... في استجابتها لادعاءات إساءة معاملة الأطفال جنسياً، فإنها ستظل منظمة لا تستجيب بشكل مناسب لإساءة معاملة الأطفال جنسياً وتفشل في حماية الأطفال».

### اتهامات بالإساءة في نيوزيلندا
في أوائل يونيو 2023، رفع فرع أستراليا لجمعية برج المراقبة دعوى قضائية لإعفاء شهود يهوه من تحقيق اللجنة الملكية للتحقيق في الإساءة في الرعاية في الاعتداء الجنسي وغيره من الانتهاكات من قبل المؤسسات الدينية. وزعم أن الطائفة ليست مسؤولة عن رعاية الأطفال أو الشباب أو الأشخاص الضعفاء. أعرب المتحدث باسم شبكة الناجين ستيف جودلاس عن قلقه من أن الكنائس الأخرى قد تستخدم المراجعات القضائية لتجنب المساءلة عن الانتهاكات. في منتصف أغسطس 2023، قالت إذاعة نيوزيلندا [الإنجليزية] إن هناك 11 عضوًا نشطًا من شهود يهوه في نيوزيلندا أدينوا بارتكاب اعتداء جنسي على الأطفال أو وجهت إليهم اتهامات خطيرة. أصدر مكتب فرع أستراليا لشهود يهوه بيانًا قال فيه إن شهود يهوه يكرهون إساءة معاملة الأطفال وأن الشيوخ لم يثنوا الضحايا وأولياء أمورهم عن الإبلاغ عن الانتهاكات للسلطات.
في أواخر أكتوبر 2023، رفضت المحكمة العليا في ويلينغتون طلب الفرع الأسترالي لشهود يهوه استبعادهم من تحقيق اللجنة الملكية.

## الدعاوى القضائية

### كندا
في عام 2004، منحت محكمة كندية مبلغ 5،000 دولار كندي للمدعي بسبب إهمال أحد الشيوخ الذي فشل في اتباع السياسة الرسمية للكنيسة. ومع ذلك، رفضت المحكمة التهم الموجهة إلى جمعية برج المراقبة وأمرت المدعي بدفع الرسوم القانونية لجمعية برج المراقبة والتي بلغت 142000 دولار كندي.
في 15 سبتمبر 2017، تم تقديم طلب إلى المحكمة العليا في كيبيك لرفع دعوى قضائية جماعية نيابة عن ضحايا الاعتداء الجنسي من قبل أحد شهود يهوه في كيبيك. تم تسمية ثلاث شركات من شهود يهوه كمدعى عليهم: جمعية برج المراقبة للكتاب المقدس والمنشورات في كندا، وجمعية برج المراقبة للكتاب المقدس والمنشورات في بنسلفانيا، وجمعية برج المراقبة للكتاب المقدس والمنشورات في نيويورك، المحدودة. في عام 2019، منحت المحكمة العليا الإذن بالمضي قدمًا في الدعوى الجماعية. وافقت محكمة الاستئناف في كيبيك على طلب برج المراقبة للاستئناف.
في عام 2017، وردت تقارير أيضًا عن أن شركة محاماة في كالغاري، ألبرتا، بدأت لاحقًا تحقيقًا في دعوى قضائية جماعية وطنية ضد جمعية برج المراقبة للكتاب المقدس والمنشورات في كندا بشأن قضايا تتعلق بالاعتداء الجنسي على الأطفال. بعد ذلك، تم رفع دعوى قضائية جماعية على مستوى البلاد في محكمة العدل العليا في أونتاريو.

### المملكة المتحدة
في عام 2011، رفعت المحامية البريطانية آن أوليفاريوس والمحامي الأمريكي جيف أندرسون، من خلال شراكتهما مع منظمة (بالإنجليزية: AO Advocates)‏، أول دعوى مدنية ناجحة في المملكة المتحدة ضد الخدم الوزاريين لشهود يهوه بتهمة إساءة معاملة الأطفال. في يونيو 2015، منحت محكمة العدل العليا في لندن تعويضات للضحية (امرأة تُعرف باسم «أ») بقيمة 275،000 جنيه إسترليني لفشل شهود يهوه في حمايتها من متحرش معروف بالأطفال، بيتر ستيوارت. زعمت «أ» أن ستيوارت أساء إليها منذ أن كانت في الرابعة من عمرها وهددها بأنها «ستُدان كخاطئة» إذا أخبرت أي شخص عن الإساءة. علم الشيوخ بالإساءة في عام 1990 وأعلنوا أن ستيوارت قد تلقى توبيخًا تأديبيًا دون تحديد السبب. لم تنته الإساءة إلا عندما ألقي القبض على ستيوارت بتهمة ارتكاب جرائم ضد طفل آخر في عام 1994. وقضت المحكمة بأن الشيوخ فشلوا في تحذير أعضاء الجماعة بشكل كافٍ بشأن معرفتهم بالإساءة السابقة من قبل ستيوارت. سعت جمعية برج المراقبة للكتاب المقدس والمنشورات البريطانية عدة مرات إلى الاستئناف ضد الحكم، لكن محكمة الاستئناف في إنجلترا وويلز، التي اعتبرت أن الأمر «عادل وعادل ومعقول» لأمر المنظمة بدفع التعويضات المحكوم بها، رفضت الإذن بالاستئناف وأيدت الحكم بدفع 275000 جنيه إسترليني للضحية كتعويض، بالإضافة إلى التكاليف القانونية للقضية، والتي تقدر بحوالي مليون جنيه إسترليني.

### الولايات المتحدة
في عام 2007، أثناء تقديم طلب محاكمة في محكمة نابا، كاليفورنيا ضد جمعية برج المراقبة، أقنع محامو الضحايا المحكمة بأن «الامتياز الكنسي» لا يحل محل الالتزام القانوني لرجال الدين بالإبلاغ عن الاعتداء الجنسي على الأطفال للسلطات العلمانية. دفعت جمعية برج المراقبة مبلغًا غير معلن عنه دون الاعتراف بارتكاب مخالفات في تسوية خارج المحكمة مع 16 ضحية مجهولة الهوية للاعتداء الجنسي المزعوم. وفقًا لوثائق المحكمة التي حصلت عليها إن بي سي نيوز، مُنح أحد المدعين أكثر من 780.000 دولار أمريكي. ذكرت صحيفة ذا بريس إنتربرايس [الإنجليزية] في عام 2008 أن الشيوخ الذين تم استدعاؤهم رفضوا الشهادة ضد التائبين المتهمين، مشيرين إلى سرية امتياز التائبين ورجال الدين. ومع ذلك، لم يعترض الشيوخ على الشهادة بمجرد أن وجدت المحكمة أن «امتياز التواصل التائب لا ينطبق».
في يونيو 2012، أمرت المحكمة العليا في ألاميدا، كاليفورنيا، جمعية برج المراقبة بدفع 21 مليون دولار أمريكي كتعويضات عقابية، بالإضافة إلى التعويضات التعويضية، معتبرة أن سياسة الجمعية بعدم الكشف عن تاريخ إساءة معاملة أحد أعضائها للأطفال للآباء في الجماعة أو الإبلاغ عن الإساءة للسلطات ساهمت في الاعتداء الجنسي على فتاة تبلغ من العمر تسع سنوات. قضت المحكمة بأن شيوخ الجماعة، الذين يتبعون سياسات جمعية برج المراقبة للكتاب المقدس والمنشورات، ساهموا في الإساءة. كما قضت بأن الشيوخ بصفتهم وكلاء لجمعية برج المراقبة فشلوا في الكشف للآباء الآخرين فيما يتعلق باعتراف المتحرش الذي لمس ابنة زوجته بشكل غير لائق، مضيفة أن درجة الاستنكار كانت «متوسطة المدى». بناءً على النسبة بين الأضرار التعويضية والعقابية، خفضت المحكمة لاحقًا إجمالي مسؤولية جمعية برج المراقبة إلى 10 ملايين دولار أمريكي، استأنف محامو الجمعية الحكم، ووصفوا القرار بأنه «غير مسبوق» ونفوا المسؤولية عن الإساءة. في أبريل 2015، ألغت محكمة الاستئناف الأضرار العقابية، ووجدت أن الجماعة ليس لديها واجب تحذير الآباء أو الأعضاء من تاريخ الجرائم التي ارتكبها أعضاء آخرون. ومع ذلك، خلصت المحكمة إلى أن جمعية برج المراقبة كانت مهملة في منع الإساءة وأيدت قرار محكمة الدرجة الأولى بشأن الأضرار التعويضية البالغة 2.8 مليون دولار أمريكي التي تدفعها جمعية برج المراقبة والجماعة. استأنفت جمعية برج المراقبة ضد حكم الإهمال أمام المحكمة العليا في كاليفورنيا وتم تسوية القضية بمبلغ غير معلن أثناء الاستئناف.
في أكتوبر 2014، تم الاستماع إلى قضية في سان دييغو، كاليفورنيا، حول الاعتداء الجنسي على خوسيه لوبيز من قبل جونزالو كامبوس. كان شيوخ الشهود على علم بأن كامبوس قد اعترف بإساءة معاملة طفل آخر على الأقل في عام 1982، ولكن في عام 1986 أوصوا بكامبوس كمعلم للوبيز. انتقل كامبوس إلى جماعة أخرى في عام 1987 وأصبح شيخًا في عام 1993. اعترف كامبوس لاحقًا بإساءة معاملة ثمانية أطفال على الأقل بين عامي 1982 و1995 وفر بعد ذلك إلى المكسيك. تم طرد كامبوس لاحقًا في عام 1995. لفشلها في حماية لوبيز من مجرم معروف ورفضها اللاحق للتعاون مع المحكمة، أمرت جمعية برج المراقبة بدفع 13.5 مليون دولار أمريكي للمدعي. استأنفت جمعية برج المراقبة الحكم. ألغت محكمة الاستئناف الحكم، وقررت أن العقوبات الأقل قد تجبر جمعية برج المراقبة على الامتثال لمتطلبات المحكمة. وبينما كان نزاع اكتشاف الوثائق لا يزال جاريًا، تم تسوية القضية خارج المحكمة في يناير 2018. وفي قضية منفصلة تتعلق بضحية أخرى لغونزالو كامبوس، أنتجت جمعية برج المراقبة نسخًا محررة من وثائق تتعلق بالاعتداء الجنسي على الأطفال في الولايات المتحدة من عام 1997 حتى عام 2001. وأكدت جمعية برج المراقبة أنها لم تتمكن من الوصول إلى وثائق أحدث تحتفظ بها جماعة شهود يهوه المسيحية، وهي شركة تابعة منفصلة لجمعية برج المراقبة. وعاقبت المحكمة جمعية برج المراقبة بمبلغ 4000 دولار عن كل يوم لم تقدم فيه الوثائق. استأنفت جمعية برج المراقبة الحكم دون جدوى، وأمرت محكمة الاستئناف جمعية برج المراقبة بدفع غرامات (48000 دولار أمريكي بحلول وقت الاستئناف) والخضوع لأمر المحكمة. تم تسوية القضية خارج المحكمة في فبراير 2018. في عام 2015، تخلفت محكمة ابتدائية أخرى في كاليفورنيا عن سداد قيمة شركة واتش تاور وأمرت بدفع 4 ملايين دولار أمريكي للمدعي بعد فشلها في تقديم المستندات. عرضت واتش تاور لاحقًا تقديم مستندات على أساس الطرح[بحاجة لتوضيح] واستأنفت القرار أمام محاكم الاستئناف في كاليفورنيا، لكنها خسرت الاستئناف. تم رفض استئناف واتش تاور الإضافي أمام المحكمة العليا للولايات المتحدة في أكتوبر 2019. في عام 2014، ورد أن شركة المحاماة التي تمثل هذه الدعاوى القضائية رفعت قضايا مماثلة في كونيتيكت وفيرمونت وكاليفورنيا وأوريغن ونيومكسيكو.
في عام 2016، رفع المدعي العام لولاية ديلاوير دعوى قضائية ضد برج المراقبة مدعيًا أن الشيوخ فشلوا في الإبلاغ عن علاقة جنسية غير قانونية بين امرأة تبلغ من العمر 35 عامًا وصبي يبلغ من العمر 14 عامًا، وكلاهما طردهما الشيوخ. قضت المحكمة بأنه في حين أن التواصل بين الجاني البالغ والشيوخ محمي بموجب امتياز رجال الدين التائبين، فإن التواصل مع القاصر ليس كذلك. توصل برج المراقبة إلى تسوية مع الولاية، ودفع 19500 دولار كغرامات دون الاعتراف بالذنب أو المسؤولية. كان من المقرر أن يشارك الشيوخ في برنامج تدريبي تقدمه ولاية ديلاوير.
في عام 2018، منحت هيئة محلفين في تومسون فولز بولاية مونتانا 35 مليون دولار لضحية اعتداء جنسي، مدعية أن كنيسة شهود يهوه فشلت في حمايتها. وورد أن القضية ركزت على «قاعدة الشاهدين» وفشل شيوخ الجماعة في تسليم المعلومات للسلطات العلمانية. زعمت جمعية برج المراقبة أن الشيوخ ليس لديهم التزام قانوني بالإبلاغ عن حالات الاعتداء في مونتانا واستأنفت الحكم. في يناير 2020، ألغت المحكمة العليا في مونتانا الحكم وأعادته لصالح شهود يهوه معتبرة أن الاتصالات السرية التي تلقاها الشيوخ معفاة على وجه التحديد بموجب قانون الإبلاغ الإلزامي. في يوليو 2023، منحت محكمة دائرة في هاواي 40 مليون دولار كتعويضات لمدعية تم تحديدها باسم (بالإنجليزية: N.D)‏، بناءً على مزاعم بأنها تعرضت للاغتصاب والاعتداء الجنسي من قبل كينيث إل. أبانا، أحد شيوخ الكنيسة عندما كانت تبلغ من العمر 12 عامًا في عام 1992. كما وجدت العملية، التي بدأت في عام 2020، والتي وجهت الاتهام إلى أبانا وجماعة ماكاها لشهود يهوه، بالإضافة إلى كيانات أخرى مرتبطة بكنيسة شهود يهوه، أن أبانا اعتدى على فتيات أخريات لمدة 23 عامًا. اعترف أبانا بالعديد من الحقائق التي زعمتها المدعية. تم تسوية جزء شهود يهوه من القضية قبل الحكم بمبلغ 40 مليون دولار ضد الجاني.
في يوليو 2023، منحت محكمة دائرة في هاواي 40 مليون دولار كتعويضات للمدعية التي تم تحديدها باسم «N.D»، بناءً على مزاعم بأنها تعرضت للاغتصاب والاعتداء الجنسي من قبل كينيث إل. أبانا، أحد شيوخ الكنيسة عندما كانت تبلغ من العمر 12 عامًا في عام 1992. كما وجدت العملية، التي بدأت في عام 2020، والتي وجهت الاتهام إلى أبانا وجماعة ماكاها لشهود يهوه، بالإضافة إلى كيانات أخرى مرتبطة بكنيسة شهود يهوه، أن أبانا اعتدى على فتيات أخريات لمدة 23 عامًا. اعترف أبانا بالعديد من الحقائق التي زعمتها المدعية. تم تسوية جزء شهود يهوه من القضية قبل الحكم بمبلغ 40 مليون دولار ضد الجاني.

## وصلات خارجية
- Article of Erica Rodriguez's suit
- Transcript of an interview with an abuse victim
- Call Bethel, an investigative journalism podcast by The Telegraph
- Response to Australian Royal Commission letter dated 4 November 2016, Watchtower Bible and Tract Society of Australia, 3 January 2017